# Paktia University
Paktia University är ett universitet i Afghanistan.   Det ligger i provinsen Paktia, i den östra delen av landet, 100 kilometer söder om huvudstaden Kabul. 